# Serge en Beate Klarsfeld

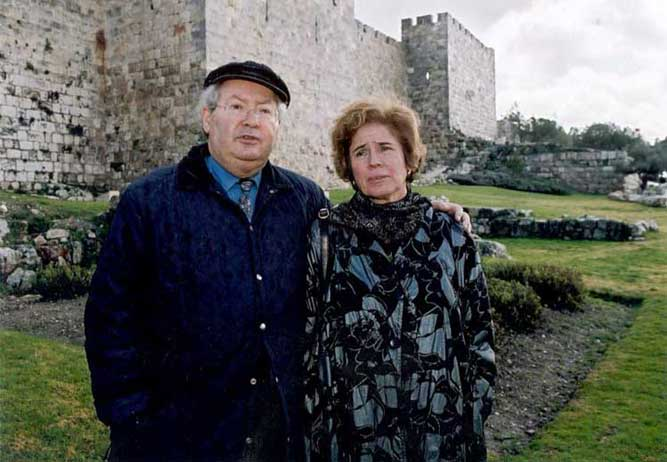
Serge en Beate Klarsfeld

Serge (Boekarest, 17 september 1935) en Beate Klarsfeld' (Berlijn, 13 februari 1939) zijn een Frans echtpaar dat al decennia speurt naar voortvluchtige oorlogsmisdadigers.
Serge Klarsfeld begon als eerste te speuren en later voegde zijn echtgenote Beate Klarsfeld zich bij hem in deze missie. In 1979 richtten ze in New York de Beate Klarsfeld Foundation op. 
Ze ontmaskerden vooral Franse oorlogsmisdadigers, zoals Maurice Papon. Ook zochten ze Duitse oorlogsmisdadigers die Franse Joden hadden vermoord tijdens de Tweede Wereldoorlog: in 1972 spoorden zij Klaus Barbie, de 'slachter van Lyon', op in Bolivia. In 1979 werden in Keulen door toedoen van de Klarsfelds Kurt Lischka, Herbert Hagen en Ernst Heinrichsohn voor de rechter gebracht. 
Deze rechtszaak leidde op 9 juli 1979 in Parijs tot een bomaanslag die gericht was tegen het echtpaar Klarsfeld en die een twintigtal auto's in de omgeving beschadigde. Kurt Lischka werd op 11 februari 1980 veroordeeld tot tien jaar gevangenisstraf, Herbert Hagen tot twaalf jaar en Ernst Heinrichsohn tot zes jaar. Lischka en Hagen werden echter al in 1985 vervroegd vrijgelaten. 
In 1980 begon het proces tegen Ernst Ehlers en Kurt Asche, de leiders van de Gestapo in Brussel, voor de rechtbank van Kiel. Ernst Ehlers pleegde op 4 oktober 1980 aan de vooravond van zijn proces zelfmoord en Kurt Asche werd in juli 1981 veroordeeld tot een gevangenisstraf van zeven jaar.